# سرطان الثدي الإفرازي
سرطان الثدي الإفرازي (MSC)، هو شكل نادر من أشكال سرطان الثدي. عادة ما يصيب سرطان الثدي الإفرازي النساء، ولكن في نسبة كبيرة من الحالات يحدث أيضًا عند الرجال والأطفال. في الواقع، وصف مكدفيت وستيورت لأول مرة سرطان الثدي الإفرازي في عام 1966 وأطلقوا عليه اسم سرطان الثدي عند المراهقة لأن عددًا متزايدًا من الحالات شخص في ذلك الوقت في الإناث المراهقات. سرطان الثدي الإفرازي هو الشكل الأكثر شيوعًا لسرطان الثدي لدى الأطفال، يمثل 80% من حالات سرطان الثدي لدى الأطفال، على الرغم من أنه يمثل أقل من 0.15% من جميع سرطانات الثدي. (في فئة الأطفال، نحو 65% من جميع أورام الثدي الخبيثة هي أورام سرطانية).
في عام 1980، أعاد تافاوسولي ونوريس تسمية سرطان الثدي لدى المراهقين باسم سرطان الثدي الإفرازي بناءً على مظهره المجهري المميز لوجود إفرازات خارج الخلية من الحمضات (أي حمراء أو وردية) عندما تلطخ أنسجته بصبغة H&E. يُطلق على سرطان الثدي الإفرازي أحيانًا السرطان الإفرازي دون الإشارة إلى موقع سرطان الثدي. ومع ذلك، فقد استخدم مصطلح السرطان الإفرازي أيضًا لتسمية الأورام ذات المظهر المجهري لسرطان الثدي الإفرازي المترجمة في الغدد اللعابية (تسمى الآن سرطان الثدي الإفرازي التناظري)، الغدة الدرقية (تسمى الآن سرطان الغدة اللعابية من نوع الغدة الدرقية)، أو الجلد (يسمى الآن سرطان إفرازي للجلد أو سرطان الثدي الجلدي التناظري الأولي). يستخدم سرطان الثدي الإفرازي هنا لتمييزه عن هذه السرطانات الإفرازية التي كانت تسمى سابقًا.
عادةً ما تتطور الخلايا الجذعية السرطانية على شكل أورام الثدي الأقنية التي غزت الأنسجة المحيطة بقنواتها الأصلية، وقد تكون قد انتشرت إلى العقد الليمفاوية الخافرة القريبة أو العقد الليمفاوية الإبطية ولكنها نادرًا ما تنتشر (أي تنتشر) إلى الأنسجة البعيدة. عادة ما تكون كتل ثدي صغيرة وبطيئة النمو وغير مؤلمة ومقيدة جيدًا وقابلة للحركة. تتميز أورام الثدي الإفرازية عادةً بسمات مجهرية مميزة وخلايا ورمية تحمل شذوذًا جينيًا مميزًا يبدو أنه يكمن وراء تطورها و/أو نموها.
تعد الإزالة الجراحية الدعامة الأساسية لعلاج أورام الخلايا الجذعية السرطانية الموضعية. عولجت الحالات النادرة من أورام الثدي الإفرازية التي انتشرت إلى الأنسجة البعيدة بالعلاج الكيميائي والعلاج الإشعاعي، ولكنها لم تظهر أي استجابات لهذه العلاجات. تشير الدراسات الناشئة إلى أن العلاج الدوائي الذي يستهدف الشذوذ الجيني في خلايا الورم الثديي الإفرازي قد يكون علاجًا أكثر فعالية للأورام الأخيرة.

## تقديم المرض
في دراسة مراجعة أجريت على 190 شخصًا شخصت إصابتهم بمرض التصلب العصبي المتعدد، تراوحت أعمار المرضى من 2 إلى 96 عامًا (متوسط العمر: 56 عامًا)؛ 5% من الحالات كانت أعمارها أقل من 21 سنة؛ كانت نسبة الذكور إلى الإناث 1 إلى 30؛ كانت الأورام في الثديين الأيسر والأيمن وفي كلا الثديين في 103 و85 و2 حالة على التوالي. وعادة ما كانت الأورام موجودة في الربع الخارجي الأيسر من الثدي. (في المرضى الأصغر سنًا، غالبًا ما تحدث هذه الأورام تحت الهالة، أي المنطقة المصطبغة حول حلمة الثدي. 29.3% من هؤلاء المرضى أثبتوا وجود نقائل في العقدة الليمفاوية. لم تتضمن هذه الدراسة مرضى ينتقلون إلى أنسجة خارج العقد اللمفاوية الحارسة. في دراسة مراجعة لـ 44 فردًا مصابًا بمرض التصلب العصبي المتعدد، كان 41 مريضًا من الإناث و3 من الذكور؛ تراوحت أعمار المرضى بين 4 و76 سنة (متوسط العمر: 48 سنة) مع 4 مرضى من المراهقين؛ تراوحت أحجام الورم المريض من 1.5 إلى 10 سم. (متوسط الحجم: 3.5 سم). في حين أن أيًا من هؤلاء المرضى لم يظهر مع ورم خبيث خارج العقد الليمفاوية الحارسة، فقد حددت الدراسات اللاحقة على مدى 93.4 شهرًا 4 مرضى يعانون من نقائل في العظام، ومريض واحد مصاب بنقائل في الكبد، ومريض واحد مصاب بنقائل بعيدة غير محددة. توفي خمسة من هؤلاء المرضى بسبب مرضهم.
في دراسة مراجعة 12 مريضًا و2 مريضًا من 8 إلى 81 عامًا (متوسط العمر: 48 عامًا)، قدم 8 مرضى بكتلة محسوسة، و4 كشف عن كتلة كانت قد اكتشفت في فحص التصوير الشعاعي للثدي، وافتقر مريضان إلى المعلومات حول ذلك؛ 8 أورام كانت موجودة في اليسار و6 في الثدي الأيمن. و2 من أصل 10 براءات اختراع اختبرت عن طريق الخزعة كان لديها نقائل من العقدة الليمفاوية الحارسة. قدم أحد هؤلاء المرضى مع نقائل أنسجة بعيدة، وأعيد تقديم 12 مع ورم خبيث بعيد في غضون 5-240 شهرًا من التشخيص والعلاج الأولي، وكان أحدهم يفتقر إلى المعلومات حول هذا. توفي ثمانية من هؤلاء المرضى بسبب مرضهم من 7 إلى 240 شهرًا (متوسط مدة البقاء على قيد الحياة: 74.6 شهرًا) بعد التشخيص الأولي، وكان 4 منهم على قيد الحياة مع مرضهم بعد 7 إلى 84 شهرًا من التشخيص الأولي، ولم يكن لدى 2 أي معلومات عن هذا. النقائل، التي غالبًا ما كانت في مواقع متعددة، كانت موجودة في الرئة (9 حالات)، الكبد (4 حالات)، العظام (4 حالات)، الجلد (حالتان)، الكلى (حالة واحدة)، المنصف (حالة واحدة)، البنكرياس (حالة واحدة)، و / أو غشاء الجنب في الرئة (حالة واحدة).
اعتبارًا من عام 2019، قدمت 6 حالات فقط في مكانها تمامًا (أي أورام موضعية بالكامل لم تغز الأنسجة خارج قنوات الثدي) (كما ورد في الأدبيات الإنجليزية). كانت أنسجة الورم في جميع هذه الحالات تحتوي على منطقة واحدة على الأقل مع علم الأنسجة المجهري الحليمي.